# Yurina Yamada
Yurina Yamada (jap. 山田 優梨菜, Yamada Yurina; * 12. Juli 1996 in Otari) ist eine ehemalige japanische Skispringerin.

## Werdegang
Yamada gab am 3. März 2009 in Zaō ihr Debüt im Continental Cup und belegte den 28. Platz. Beim zweiten Springen erreichte sie erneut den 28. Platz. In der Saison 2009/10 ging Yamada erneut beim Continental Cup an den Start. Ihre besten Platzierungen waren ein 29. und ein 26. Rang. Bei der Junioren-WM 2011 nahm Yamada zum ersten und bisher einzigen Mal bei einem Springen außerhalb Japans teil und schaffte als 30. knapp den Sprung in den 2. Durchgang. Beim COC in Zao erreichte Yamada als 22. ihr bis dato bestes Ergebnis im Continental Cup.
Am 7. Januar 2012 gab sie in Hinterzarten ihr Weltcupdebüt. In der Saison 2011/12 nahm sie anschließend nur noch an den Wettbewerben auf der Zaō-Schanze teil. Auch in der folgenden Saison 2012/13 bestritt sie nur fünf von dreizehn Wettkämpfen und erreichte somit in der Gesamtwertung den 45. Platz.
Bei der Olympiapremiere des Damenskispringens belegte sie als Dreißigste den letzten Platz.

## Erfolge

### Weltcup-Platzierungen
| Saison  | Platz | Punkte |
| ------- | ----- | ------ |
| 2011/12 | 37.   | 45     |
| 2012/13 | 45.   | 21     |
| 2013/14 | 52.   | 14     |
| 2014/15 | 40.   | 16     |

### Grand-Prix-Platzierungen
| Saison | Platz | Punkte |
| ------ | ----- | ------ |
| 2012   | 20.   | 042    |
| 2013   | 08.   | 150    |

### Continental-Cup-Platzierungen
| Saison  | Platz | Punkte |
| ------- | ----- | ------ |
| 2008/09 | 77.   | 06     |
| 2009/10 | 59.   | 07     |
| 2010/11 | 75.   | 09     |
| 2011/12 | 30.   | 50     |